# Évippe fille de Tyrimma
Pour les articles homonymes, voir Évippe.
Dans la mythologie grecque, Évippe ou Évippé (en grec ancien : Εὐίππη / Euíppē, « bonne jument ») est une femme épirote, fille de Tyrimma.
Ulysse la rencontre lorsqu'il vient en Épire et est hébergé par son père (après son retour à Ithaque). Il viole la jeune fille sans raison, et de cette union nait ensuite Euryale.

## Sources
- Parthénios de Nicée, Passions amoureuses [détail des éditions] (lire en ligne) (III, 1).